# Darja Szergejevna Kaszatkina
Darja Szergejevna Kaszatkina (oroszul: Дарья Сергеевна Касаткина; Togliatti, 1997. május 7. –) orosz származású ausztrál hivatásos teniszezőnő, junior Grand Slam-tornagyőztes, lány párosban a 2014-es ifjúsági olimpia ezüstérmese.
2025 márciusától Ausztráliát képviseli. Kaszatkina következetesen kiállt az orosz–ukrán háború ellen.
2014 óta profi teniszjátékos. Egyéniben nyolc WTA- és hét ITF-tornagyőzelemmel rendelkezik, emellett párosban Jelena Vesznyina partnereként egy WTA-tornagyőzelmet szerzett. Juniorként győzött a 2014-es Roland Garroson.
Első felnőtt Grand Slam-tornája a 2015-ös US Open volt, ahol szerencsés vesztesként jutott be a kvalifikációból a főtáblára, és ott a 3. körig jutott. A legjobb Grand Slam-eredményeként a 2022-es Roland Garroson az elődöntőbe jutott. Párosban a legjobb eredménye a 2016-os wimbledoni teniszbajnokságon, a 2017-es US Openen és a 2019-es Roland Garroson elért 3. kör.
Junior korszakában a legjobb helyezése a kombinált ranglistán a 3. hely volt 2014-ben. A felnőttek között legjobb világranglista-helyezése egyéniben a 8. hely, amelyet 2022. október 24-én ért el, párosban a 43. hely, amelyre 2016. szeptember 12-én került. 2013 óta az orosz Fed-kupa-csapat tagja, a 2016. évi nyári olimpián a női egyesben és Szvetlana Kuznyecovával női párosban egyaránt a negyeddöntőbe jutott.

## Élete és sportpályafutása
Apja Szergej Kaszatkin a Volga Autógyárban dolgozik, anyja Tatyjana Timkovszkaja háztartásbeli, mindketten aktív sportolók voltak, apja jégkorongozott, anyja atletizált.

### A junior évek
Hatéves korában bátyja tanította meg teniszezni, aki jelenleg is az erőnléti edzője. 11 éves korában került először profi edzőhöz. 14 éves korában szerezte első ifjúsági tornagyőzelmét a Samara Cup megnyerésével. 15 éves korában, 2012-ben vett részt először junior Grand Slam-tornán, Roland Garroson és Wimbledonban, és mindkétszer az 1. körben búcsúzott. A 2013-as Roland Garroson már a negyeddöntőig jutott, ahol Ana Konjuh ütötte el a továbbjutástól.
2013-ban tagja volt a junior Fed-kupa-győztes Oroszország válogatottjának. Ebben az évben hét erős ifjúsági verseny döntőjében játszott, amelyből hármat megnyert.
2014-ben megnyerte a Roland Garroson a junior lányok versenyét. Az ifjúsági olimpián egyéniben a negyeddöntőig jutott, párosban ezüstérmet szerzett.

### A felnőtt mezőnyben
2015-ben a US Openen játszott először felnőtt mezőnyben Grand Slam-tornán. A kvalifikációból szerencsés vesztesként került a főtáblára, és rögtön a 3.körig jutott, miután legyőzte Daria Gavrilovát és Ana Konjuhot, végül Kristina Mladenovictól szenvedett vereséget. Ebben az évben érte el első páros WTA-tornagyőzelmét, amikor Jelena Vesznyinával megnyerte a Kreml Kupát.
2016-ban győzött először Top10-es játékos ellen, amikor az ASB Classic tornán az első fordulóban legyőzte Venus Williamst. Az Australian Openen a 3. körben Serena Williams ütötte el a továbbjutástól, és a 3. körig jutott a Roland Garroson, valamint Wimbledonban is. A riói olimpián egyéniben és párosban is a negyeddöntős volt.
Első egyéni WTA-tornagyőzelmét Charlestonban érte el, ahol a döntőben a friss Roland Garros-győztes Jeļena Ostapenkót győzte le. Ellene a US Openen is győzni tudott.
2018-ban elődöntős volt Szentpéterváron a Ladies Neva Cupon, ahol legyőzte az előző héten első Grand Slam-tornagyőzelmét szerző Caroline Wozniackit. Két héttel később a Dubai tornán a döntőben kapott ki Elina Szvitolinától, előtte azonban olyanokat győzött le, mint Agnieszka Radwańska, Konta Johanna, Jelena Vesznyina, és a 2017-es wimbledoni bajnoki Garbiñe Muguruza. Indian Wellsben legyőzte Sloane Stephenst, így egy éven belül mind a négy regnáló Grand Slam-tornagyőztes ellen nyerni tudott. Ezen a tornán ismét győzött Caroline Wozniacki ellen, majd Angelique Kerber és Venus Williams legyőzése után a döntőbe jutott. A döntőben az elődöntő során a világranglista élén álló Simona Halepet búcsúztató Ószaka Naomi volt az ellenfele, aki ellen nem volt neki se ellenszere. Eredménye alapján ugyanakkor a világranglistán nyolc helyet javítva a 11. helyre ugrott.

## WTA-döntői

### Egyéni

#### Győzelmei (8)
| Összesítés            |                               |
| Grand Slam-torna (0)  |                               |
| Premier Mandatory (0) | WTA 1000 (mandatory)* (0)     |
| Premier Five (0)      | WTA 1000 (non-mandatory)* (0) |
| Premier (2)           | WTA 500* (4)                  |
| International (0)     | WTA 250* (2)                  |

*2021-től megváltozott a tornák kategóriáinak elnevezése.
| No. | Dátum               | Torna                                | Borítás      | Ellenfél a döntőben  | Eredmény a döntőben |
| 1.  | 2017. április 9.    | WTA Charleston, Charleston           | Salak (zöld) | Jeļena Ostapenko     | 6–3, 6–1            |
| 2.  | 2018. október 20.   | Kreml Kupa, Moszkva                  | Kemény (f)   | Unsz Dzsábir         | 2–6, 7–6(3), 6–4    |
| 3.  | 2021. február 19.   | Phillip Island Trophy, Melbourne     | Kemény       | Marie Bouzková       | 4–6, 6–2, 6–2       |
| 4.  | 2021. március 21.   | Ladies Neva Cup, Szentpétervár       | Kemény (f)   | Margarita Gaszparjan | 6–3, 2–1, feladta   |
| 5.  | 2022. augusztus 7.  | Silicon Valley Classic, San José     | Kemény       | Shelby Rogers        | 6–7(2), 6–1, 6–2    |
| 6.  | 2022. augusztus 28. | Granby Championships, Granby         | Kemény       | Daria Saville        | 6–4, 6–4            |
| 7.  | 2024. június 29.    | Eastbourne International, Eastbourne | Fű           | Leylah Fernandez     | 6–3, 6–4            |
| 8.  | 2024. október 20.   | Ningbo Open, Ningpo                  | Kemény       | Mirra Andrejeva      | 6–0, 4–6, 6–4       |

#### Elveszített döntői (11)
| No. | Dátum                | Torna                                                    | Borítás      | Ellenfél a döntőben | Eredmény a döntőben |
| 1.  | 2017. október 21.    | Kremlin Cup, Moszkva                                     | Kemény (f)   | Julia Görges        | 1–6, 2–6            |
| 2.  | 2018. február 24.    | Dubai Duty Free Tennis Championships, Dubaj              | Kemény       | Elina Szvitolina    | 4–6, 0–6            |
| 3.  | 2018. március 18.    | BNP Paribas Open, Indian Wells                           | Kemény       | Ószaka Naomi        | 3–6, 2–6            |
| 4.  | 2021. június 20.     | Birmingham Classic, Birmingham                           | Fű           | Unsz Dzsábir        | 5–7, 4–6            |
| 5.  | 2021. augusztus 8.   | Silicon Valley Classic, San José, USA                    | Kemény       | Danielle Collins    | 3–6, 7–6(10), 1–6   |
| 6.  | 2023. január 14.     | Adelaide International, Adelaide, Ausztrália             | Kemény       | Belinda Bencic      | 0–6, 2–6            |
| 7.  | 2023. július 1.      | Eastbourne International, Eastbourne, Egyesült Királyság | Fű           | Madison Keys        | 2–6, 6–7(13)        |
| 8.  | 2024. január 14.     | Adelaide International, Adelaide, Ausztrália             | Kemény       | Jeļena Ostapenko    | 3–6, 2–6            |
| 9.  | 2024. február 11.    | Abu Dhabi Open, Abu-Dzabi, Egyesült Arab Emírségek       | Kemény       | Jelena Ribakina     | 1–6, 4–6            |
| 10. | 2024. április 7.     | Charleston Open, Charleston, USA                         | Salak (zöld) | Danielle Collins    | 2–6, 1–6            |
| 11. | 2024. szeptember 22. | Korea Open, Szöul, Dél-Korea                             | Kemény       | Beatriz Haddad Maia | 6–1, 4–6, 1–6       |

### Páros

#### Győzelmei (1)
| Összesítés            |                               |
| Grand Slam-torna (0)  |                               |
| Premier Mandatory (0) | WTA 1000 (mandatory)* (0)     |
| Premier Five (0)      | WTA 1000 (non-mandatory)* (0) |
| Premier (1)           | WTA 500* (0)                  |
| International (0)     | WTA 250* (0)                  |

*2021-től megváltozott a tornák kategóriáinak elnevezése.
| No. | Dátum             | Torna               | Borítás    | Partner          | Ellenfelek a döntőben               | Eredmény a döntőben |
| 1.  | 2015. október 23. | Kreml Kupa, Moszkva | Kemény (f) | Jelena Vesznyina | Irina-Camelia Begu Monica Niculescu | 6–3, 6–7(7), [10−5] |

#### Elveszített döntői (2)
| No. | Dátum                | Torna                                | Borítás    | Partner         | Ellenfelek a döntőben                      | Eredmény a döntőben |
| 1.  | 2016. október 21.    | Kreml Kupa, Moszkva                  | Kemény (f) | Daria Gavrilova | Andrea Hlaváčková Lucie Hradecká           | 6–4, 0–6, [7−10]    |
| 2.  | 2017. szeptember 24. | Toray Pan Pacific Open, Tokió, Japán | Kemény     | Daria Gavrilova | Andreja Klepač María José Martínez Sánchez | 3–6, 2–6            |

## ITF-döntői

### Egyéni

#### Győzelmei (7)
| Díjazás          |
| ---------------- |
| $100,000 verseny |
| $75,000 verseny  |
| $50,000 verseny  |
| $25,000 verseny  |
| $15,000 verseny  |
| $10,000 verseny  |

| Döntők borítás szerint |
| ---------------------- |
| Kemény (1)             |
| Salak (6)              |
| Fű                     |
| Szőnyeg                |

| No. | Dátum                | Torna                           | Borítás | Ellenfél            | Eredmény         |
| --- | -------------------- | ------------------------------- | ------- | ------------------- | ---------------- |
| 1.  | 2014. január 27.     | Sarm es-Sejk, Egyiptom          | Kemény  | Pernilla Mendesová  | 6–3, 6–4         |
| 2.  | 2014. szeptember 15. | Telavi, Grúzia                  | Salak   | Jasmine Paolini     | 6–1, 4–6, [10–7] |
| 3.  | 2015. január 19.     | Daytona Beach, Egyesült Államok | Salak   | Elise Mertens       | 6–2, 4–6, 6–0    |
| 4.  | 2015. május 18       | Caserta, Olaszország            | Salak   | İpek Soylu          | 7–6(4), 6–1      |
| 5.  | 2015. június 8.      | Minszk, Fehéroroszország        | Salak   | Ganna Poznikhirenko | 4–3, feladta     |
| 6.  | 2015. június 15.     | Minszk, Fehéroroszország        | Salak   | Iryna Shymanovich   | 6–1, 6–1         |
| 7.  | 2015. szeptember 14. | Saint-Malo, Franciaország       | Salak   | Laura Siegemund     | 7–5, 7–6(4)      |

### Páros

#### Elveszített döntői (2)
| Díjazás          |
| ---------------- |
| $100,000 verseny |
| $75,000 verseny  |
| $50,000 verseny  |
| $25,000 verseny  |
| $15,000 verseny  |
| $10,000 verseny  |

| Borítás szerint |
| --------------- |
| Kemény (0–0)    |
| Salak (0–2)     |
| Fű (0–0)        |
| Szőnyeg (0–0)   |

| No. | Dátum           | Torna                    | Borítás | Partner      | Ellenfél                           | Eredmény          |
| --- | --------------- | ------------------------ | ------- | ------------ | ---------------------------------- | ----------------- |
| 1.  | 2015. május 25. | Moszkva, Oroszország     | Salak   | Olga Ianchuk | Carolin Daniels Alyona Sotnikova   | 2–6, 6–7 (10)     |
| 2.  | 2015. június 8. | Minszk, Fehéroroszország | Salak   | Olga Ianchuk | Valentyna Ivakhnenko Polina Monova | 6–4, 0–6, [10–12] |

## Junior Grand Slam döntői

### Lány egyéni

#### Győzelem (1)
| Év   | Bajnokság     | Borítás | Ellenfél      | Eredmény         |
| ---- | ------------- | ------- | ------------- | ---------------- |
| 2014 | Roland Garros | Salak   | Ivana Jorović | 6–7(5), 6–2, 6–3 |

## Eredményei Grand Slam-tornákon

### Egyéniben
| Grand Slam | Australian Open | Australian Open  | Roland Garros | Roland Garros    | Wimbledon   | Wimbledon            | US Open  | US Open             |
| Év         | Eredmény        | Utolsó ellenfél  | Eredmény      | Utolsó ellenfél  | Eredmény    | Utolsó ellenfél      | Eredmény | Utolsó ellenfél     |
| 2015       | –               | –                | –             | –                | –           | –                    | 3. kör   | Kristina Mladenovic |
| 2016       | 3. kör          | Serena Williams  | 3. kör        | Kiki Bertens     | 3. kör      | Venus Williams       | 1. kör   | Vang Csiang         |
| 2017       | 1. kör          | Peng Suaj        | 3. kör        | Simona Halep     | 2. kör      | Anett Kontaveit      | 4. kör   | Kaia Kanepi         |
| 2018       | 2. kör          | Magda Linette    | Negyeddöntő   | Sloane Stephens  | Negyeddöntő | Angelique Kerber     | 2. kör   | A Szasznovics       |
| 2019       | 1. kör          | Bacsinszky Tímea | 2. kör        | Mónica Puig      | 1. kör      | Ajla Tomljanović     | 1. kör   | Konta Johanna       |
| 2020       | 1. kör          | Madison Keys     | 2. kör        | Arina Szabalenka | elmaradt    | elmaradt             | 1. kör   | Marta Kosztyuk      |
| 2021       | 2. kör          | Arina Szabalenka | 3. kör        | Sorana Cîrstea   | 2. kör      | Jeļena Ostapenko     | 3. kör   | Elina Szvitolina    |
| 2022       | 3. kör          | Iga Świątek      | Elődöntő      | Iga Świątek      | kizárva     | kizárva              | 1. kör   | Harriet Dart        |
| 2023       | 1. kör          | Varvara Gracsova | 4. kör        | Elina Szvitolina | 3. kör      | Viktorija Azaranka   | 4. kör   | Arina Szabalenka    |
| 2024       | 2. kör          | Sloane Stephens  | 2. kör        | Peyton Stearns   | 3. kör      | Paula Badosa         | 2. kör   | Peyton Stearns      |
| 2025       | 4. kör          | Emma Navarro     | 4. kör        | Mirra Andrejeva  | 3. kör      | Ljudmila Szamszonova |          |                     |

### Páros
| Grand Slam | Australian Open             | Australian Open                   | Roland Garros             | Roland Garros                  | Wimbledon              | Wimbledon                    | US Open                | US Open                            |
| Év         | Eredmény Partner            | Utolsó ellenfél                   | Eredmény Partner          | Utolsó ellenfél                | Eredmény Partner       | Utolsó ellenfél              | Eredmény Partner       | Utolsó ellenfél                    |
| 2016       | 2. kör Danka Kovinić        | Hszü Ji-fan Cseng Szaj-szaj       | 1. kör Alekszandra Panova | Martina Hingis Szánija Mirza   | 3. kör Daria Gavrilova | Raquel Atawo Abigail Spears  | 2. kör Daria Gavrilova | Andreja Klepač Katarina Srebotnik  |
| 2017       | 1. kör Daria Gavrilova      | Sara Errani Kirsten Flipkens      | 2. kör Irina Hromacsova   | Tuan Jing-jing Peng Suaj       | –                      | –                            | 3. kör Daria Gavrilova | Csan Hao-csing Csang Suaj          |
| 2018       | 1. kör Daria Gavrilova      | Jennifer Brady Vania King         | 1. kör Daria Gavrilova    | Hibino Nao Okszana Kalasnikova | –                      | –                            | –                      | –                                  |
| 2019       | –                           | –                                 | 3. kör Anett Kontaveit    | Tuan Jing-jing Cseng Szaj-szaj | 1. kör Anett Kontaveit | I-C Begu Monica Niculescu    | 2. kör Anett Kontaveit | Viktorija Golubic S Sorribes Tormo |
| 2020       | –                           | –                                 | –                         | –                              | elmaradt               | elmaradt                     | –                      | –                                  |
| 2021       | 1. kör Anett Kontaveit      | Aliona Bolsova Jasmine Paolini    | –                         | –                              | 1. kör Ellen Perez     | Cori Gauff Catherine McNally | 2. kör Anett Kontaveit | Darija Jurak Andreja Klepač        |
| 2022       | 1. kör Ljudmila Szamszonova | Danielle Collins Desirae Krawczyk |                           |                                |                        |                              |                        |                                    |

## Év végi világranglista-helyezései
| Év     | 2014 | 2015 | 2016 | 2017 | 2018 | 2019 | 2020 | 2021 | 2022 | 2023 | 2024 |
| Egyéni | 370. | 72.  | 27.  | 24.  | 10.  | 69.  | 71.  | 26.  | 8.   | 18.  | 9.   |
| Páros  | −    | 118. | 48.  | 67.  | 412. | 127. | 141. | 283. | 642. | 489. | 378. |

## Díjai
- Russian Cup: 2014 Junior of the Year (Az év junior versenyzője)[12]